# 于寺镇
于寺镇，是中华人民共和国辽宁省阜新市阜新蒙古族自治县下辖的一个乡镇级行政单位。

## 行政区划
于寺镇下辖以下地区：
于寺村、桂林束台村、平安地村、八里堡村、扎兰波罗村、虎掌沟村、牤牛洼村、杨家窝堡村、官营子村、他本改村和沙力土村。